# Halterofilismo nos Jogos Olímpicos de Verão de 2012 - Até 53 kg feminino
A competição da categoria até 53 kg feminino do halterofilismo nos Jogos Olímpicos de Verão de 2012 foi realizada no dia 29 de julho no ExCeL, em Londres.
Originalmente a cazaque Zulfia Tchinchanlo conquistou a medalha de ouro, mas foi desclassificada em 27 de outubro de 2016 após a reanálise do seu teste antidoping acusar o uso das substâncias oxandrolona e estanozolol. Cristina Iovu, da Moldávia, foi a medalhista de bronze originalmente, mas foi igualmente punida em 21 de novembro do mesmo ano por uso de turinabol. As medalhas foram realocadas pela Federação Internacional de Halterofilismo.

## Calendário
Horário local (UTC+1)
| Dia         | Horário | Fase    |
| ----------- | ------- | ------- |
| 29 de julho | 12:30   | Grupo B |
| 29 de julho | 15:30   | Grupo A |

## Recordes
Antes desta competição, os recordes mundiais e olímpicos da prova eram os seguintes:
| Recorde mundial  | Arranque  | CHN Li Ping                          | 103 kg | Cantão, China     | 14 de novembro de 2010 |
| Recorde mundial  | Arremesso | KAZ Zulfia Tchinchanlo               | 130 kg | Paris, França     | 6 de novembro de 2011  |
| Recorde mundial  | Total     | CHN Li Ping                          | 230 kg | Cantão, China     | 14 de novembro de 2010 |
| Recorde olímpico | Arranque  | CHN Yang Xia                         | 100 kg | Sydney, Austrália | 18 de setembro de 2000 |
| Recorde olímpico | Arremesso | THA Prapawadee Jaroenrattanatarakoon | 126 kg | Pequim, China     | 10 de agosto de 2008   |
| Recorde olímpico | Total     | CHN Yang Xia                         | 225 kg | Sydney, Austrália | 18 de setembro de 2000 |

Depois da competição, três recordes foram quebrados e outro igualado:
| Recorde mundial  | Arremesso | KAZ Zulfia Tchinchanlo | 131 kg | Londres, Grã-Bretanha | 30 de julho de 2012 |
| Recorde olímpico | Arremesso | KAZ Zulfia Tchinchanlo | 131 kg | Londres, Grã-Bretanha | 30 de julho de 2012 |
| Recorde olímpico | Total     | KAZ Zulfia Tchinchanlo | 226 kg | Londres, Grã-Bretanha | 30 de julho de 2012 |

Com a desclassificação de Tchinchanlo, esses recordes foram anulados.

## Medalhistas
| Ouro   | TPE Hsu Shu-ching   |
| Prata  | INA Citra Febrianti |
| Bronze | UKR Iulia Paratova  |

## Resultados
Nessa edição, participaram 18 atletas.
| Pos.              | Nome                      | Grupo | Peso  | Arranque (kg) | Arranque (kg) | Arranque (kg) | Arranque (kg) | Arremesso (kg) | Arremesso (kg) | Arremesso (kg) | Arremesso (kg) | Total (kg) |
| Pos.              | Nome                      | Grupo | Peso  | 1             | 2             | 3             | Res.          | 1              | 2              | 3              | Res.           | Total (kg) |
| ----------------- | ------------------------- | ----- | ----- | ------------- | ------------- | ------------- | ------------- | -------------- | -------------- | -------------- | -------------- | ---------- |
| Medalha de ouro   | TPE Hsu Shu-ching         | A     | 52.41 | 91            | 94            | 96            | 96            | 120            | 123            | 123            | 123            | 219        |
| Medalha de prata  | INA Citra Febrianti       | A     | 52.53 | 88            | 91            | 94            | 91            | 108            | 112            | 115            | 115            | 206        |
| Medalha de bronze | UKR Iulia Paratova        | A     | 52.43 | 91            | 94            | 94            | 91            | 105            | 108            | 108            | 108            | 199        |
| 4                 | COL Rusmeris Villar       | A     | 52.59 | 87            | 87            | 90            | 87            | 105            | 109            | 112            | 109            | 196        |
| 5                 | POL Aleksandra Klejnowska | A     | 52.67 | 83            | 84            | 86            | 84            | 108            | 112            | 113            | 112            | 196        |
| 6                 | VIE Nguyễn Thị Thúy       | B     | 52.23 | 80            | 84            | 85            | 85            | 110            | 110            | 115            | 110            | 195        |
| 7                 | HKG Yu Weili              | B     | 52.95 | 86            | 86            | 90            | 90            | 105            | 110            | 110            | 105            | 195        |
| 8                 | VEN Inmara Henríquez      | B     | 52.84 | 78            | 81            | 81            | 81            | 107            | 110            | 113            | 113            | 194        |
| 9                 | GER Julia Rohde           | B     | 52.45 | 83            | 85            | 87            | 85            | 105            | 108            | 110            | 108            | 193        |
| 10                | JPN Kanae Yagi            | B     | 52.36 | 82            | 82            | 85            | 82            | 105            | 109            | 109            | 109            | 191        |
| 11                | POL Joanna Łochowska      | A     | 52.57 | 84            | 87            | 87            | 84            | 104            | 107            | 110            | 107            | 191        |
| 12                | PNG Dika Toua             | B     | 52.48 | 75            | 79            | 79            | 79            | 95             | 100            | 100            | 95             | 174        |
| 13                | SIN Helena Wong           | B     | 52.31 | 55            | 59            | 61            | 61            | 67             | 71             | 73             | 73             | 134        |
| —                 | DOM Yuderqui Contreras    | A     | 52.95 | 94            | 94            | 94            | —             | —              | —              | —              | —              | —          |
| —                 | TUR Aylin Daşdelen        | A     | 52.91 | 91            | 91            | 91            | 91            | 124            | 129            | —              | —              | —          |
| —                 | CHN Zhou Jun              | B     | 52.80 | 95            | 95            | 95            | —             | —              | —              | —              | —              | —          |
| —                 | MDA Cristina Iovu         | A     | 52.79 | 95            | 99            | 99            | 99            | 115            | 120            | 125            | 120            | 219 DSQ    |
| —                 | KAZ Zulfia Tchinchanlo    | A     | 52.70 | 92            | 92            | 95            | 95            | 125            | 131            | 135            | 131 WR         | 226 OR DSQ |

Legenda
| Recorde mundial      | Recorde mundial (World record)               |                       | Recorde africano                      | Recorde africano (African) |                                           | Q | Classificado por posição (Qualified) |
| Recorde olímpico     | Recorde olímpico (Olympic record)            | Recorde da América    | Recorde da América (Americas)         | q                          | Classificado por melhor tempo (Qualified) |   |                                      |
| Melhor marca do ano  | Melhor marca do ano (World leading)          | Recorde asiático      | Recorde asiático (Asian)              | DNS                        | Não largou (Did not start)                |   |                                      |
| Recorde nacional     | Recorde nacional (National record)           | Recorde europeu       | Recorde europeu (European)            | DNF                        | Não terminou (Did not finish)             |   |                                      |
| Recorde pessoal      | Recorde pessoal do atleta (Personal best)    | Recorde da Oceania    | Recorde da Oceania (Oceania)          | DSQ / DQ                   | Desclassificado (Disqualified)            |   |                                      |
| Recorde da temporada | Recorde da temporada do atleta (Season best) | Recorde sul-americano | Recorde sul-americano (South America) | NM                         | Sem marca (No mark)                       |   |                                      |